# Thüringer Literaturtage

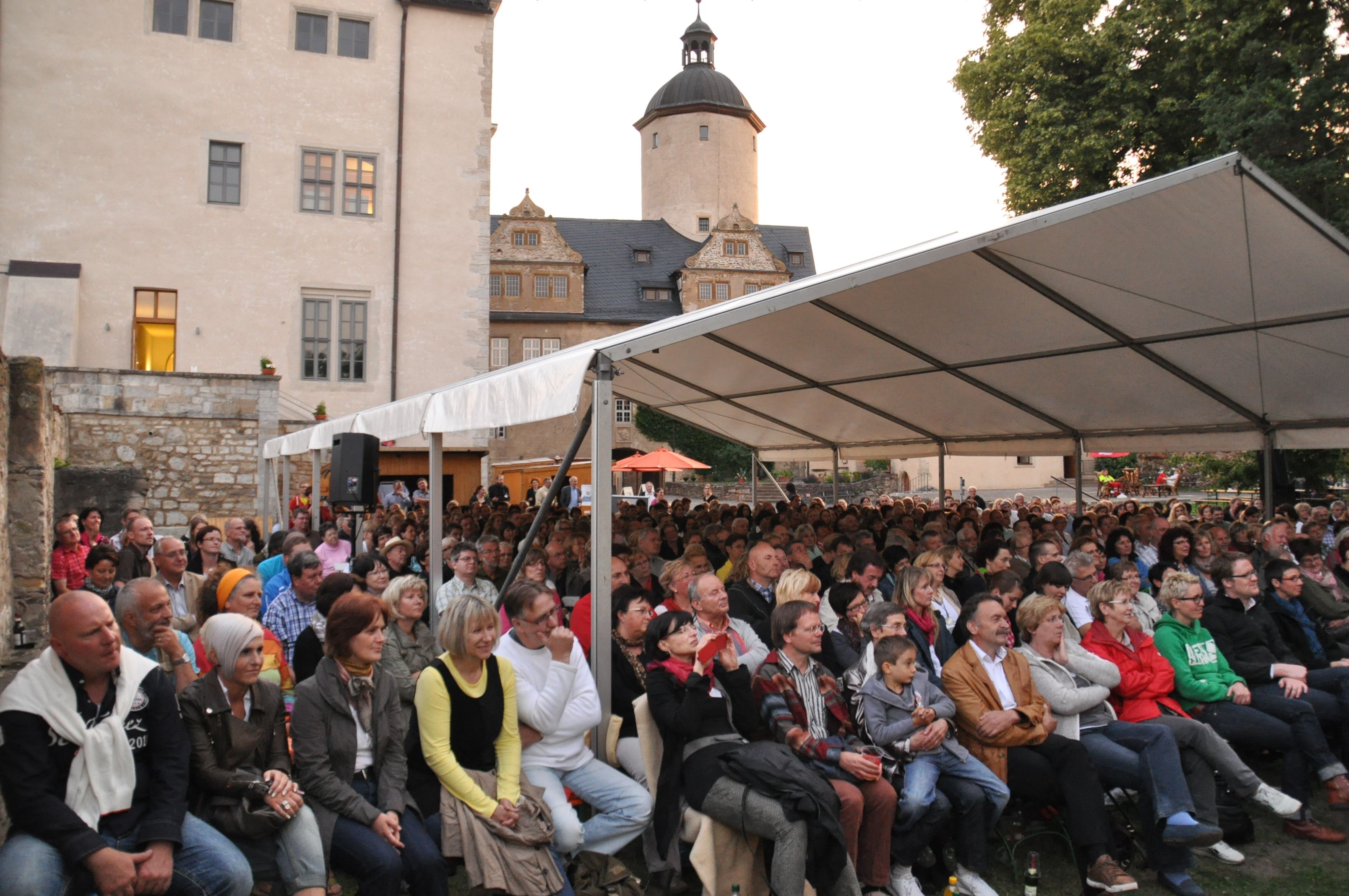
15. Thüringer Literatur- und Autorentage auf Burg Ranis, 2012

Die Thüringer Literaturtage – bis 2019 Thüringer Literatur- und Autorentage – sind ein Festival für deutschsprachige Literatur, das seit 1998 jährlich vom Lese-Zeichen e.V. veranstaltet wird. Neben Autorenlesungen gehören Konzerte, Ausstellungen im Bereich der Bildenden Kunst, Poetry Slam, Theatergastspiele, Hörspielaufführungen und Kinofilme, öffentliche Diskussionen sowie eine Live-Sendung des Lese-Cafés von MDR Figaro zum Programm, ebenso Veranstaltungen für Kinder. Die Thüringer Literatur- und Autorentage fanden bis 2019 in den Monaten Mai, Juni und Juli statt. Ihr Programm umfasste etwa 40 Veranstaltungen. Das Festival war flächendeckend über Thüringen verteilt. Neben einem Wochenende auf Burg Ranis fanden Veranstaltungen u. a. in Jena, Saalfeld, Pößneck, Neustadt an der Orla, Erfurt, Triptis und zahlreichen anderen Orten statt. Wegen der COVID-19-Pandemie war die Veranstaltung seit 2020 ausgesetzt. Seit 2025 wird sie fortgesetzt.

## Geschichte und Profil
Die Thüringer Literatur- und Autorentage entstanden 1998 ursprünglich auf Anregung der GGP Media GmbH und insbesondere des damaligen Leiters des Bereichs Einkauf, Hans Westerheide. Zu den Initiatoren gehörten außerdem der Thüringer Landesverband des Verbandes deutscher Schriftsteller, vertreten vor allem von Matthias Biskupek und Landolf Scherzer sowie der Lese-Zeichen e.V., der die Organisation des Festivals übernommen hat.
Als weitere Unterstützer kamen in der nächsten Zeit u. a. hinzu: das Thüringer Ministerium für Kultur, die Sparkassen-Kulturstiftung Hessen-Thüringen, die Stadtwerke Energie Jena-Pößneck, die Stiftung Thüringer Schlösser und Gärten, die Stadt Ranis, der Friedrich-Bödecker-Kreis für Thüringen e.V., die Landeszentrale für politische Bildung und die Literarische Gesellschaft Thüringen. Damit sind die Thüringer Literaturtage eine gemeinsame Initiative von Unternehmen, Politik, Kulturstiftungen und Literaturvereinen.
Im ersten Jahr war Burg Ranis der einzige Veranstaltungsort. Die Lesungen fanden zunächst nur im Hof der Burg und im „Roten Salon“ statt. Seit der Renovierung der Burg im Jahr 2008 stehen weitere Räume für verschiedene Formate zur Verfügung.

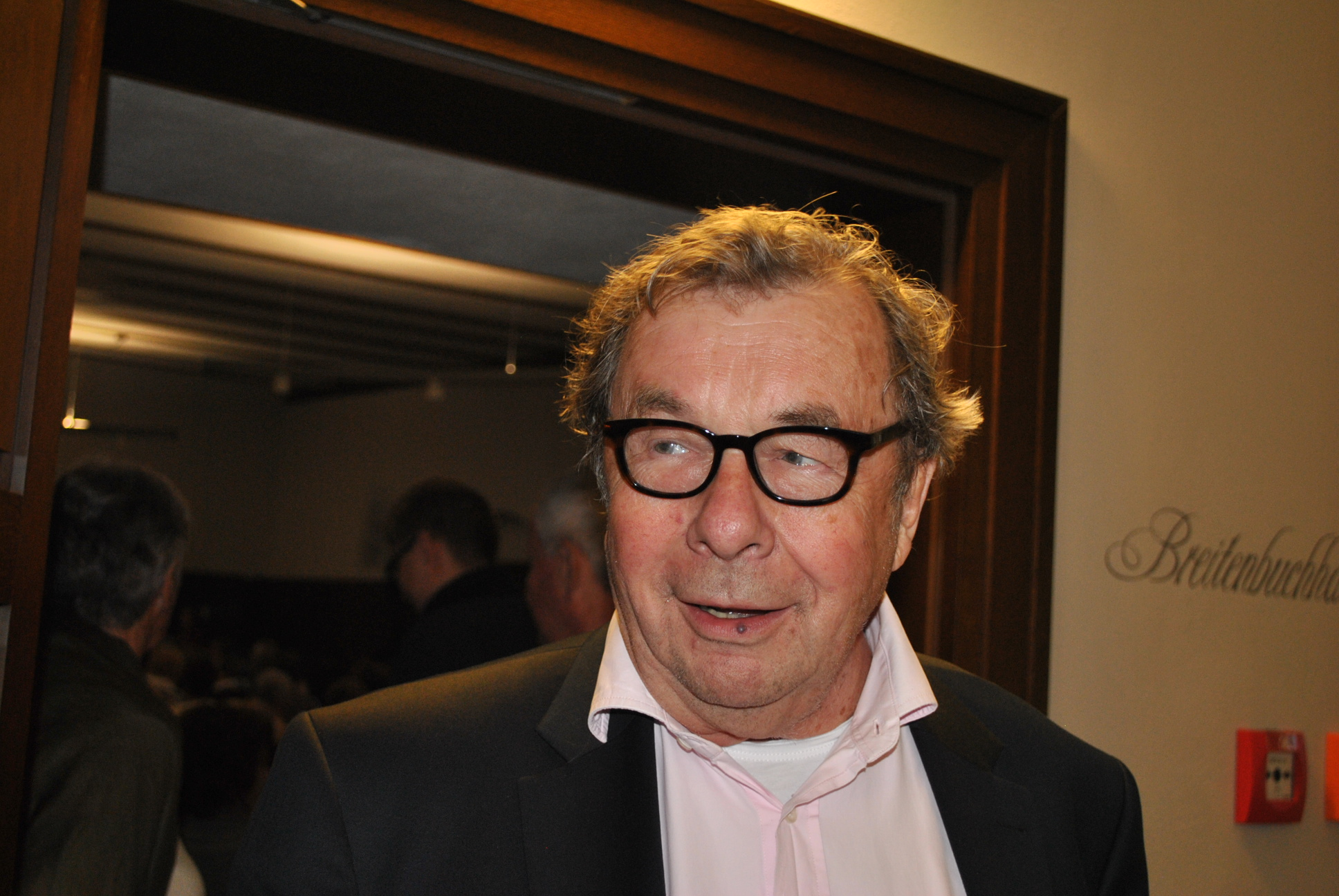
Hellmuth Karasek nach seiner Lesung auf Burg Ranis 2014

Schon im zweiten Jahr kamen weitere Veranstaltungsorte und Kooperationspartner hinzu. Es fanden Lesungen u. a. in Pößneck, Oppurg und Neustadt an der Orla in Kooperation mit Bibliotheken und Kirchen statt.
In den nächsten Jahren wuchs das Programm auf rund 40 Veranstaltungen über mehrere Wochen an zahlreichen Orten in Thüringen.
Die Thüringer Literaturtage verfolgen damit konzeptionell eine Synthese von Kultur in Städten und im ländlichen Raum. So ist es beispielsweise gelungen, die Stadt Ranis und insbesondere die Burg zu einem etablierten Kulturort zu machen.
Wichtig für die Konzeption der Thüringer Literaturtage ist außerdem die Verknüpfung verschiedener Kunstsparten. In immer neuen Veranstaltungsformaten trifft Literatur auf Musik, bildende Kunst oder Performance. Außerdem gehören Veranstaltungen im Bereich Hörspiel, Theater und Film zum Programm.

## Auszug aus dem Programm

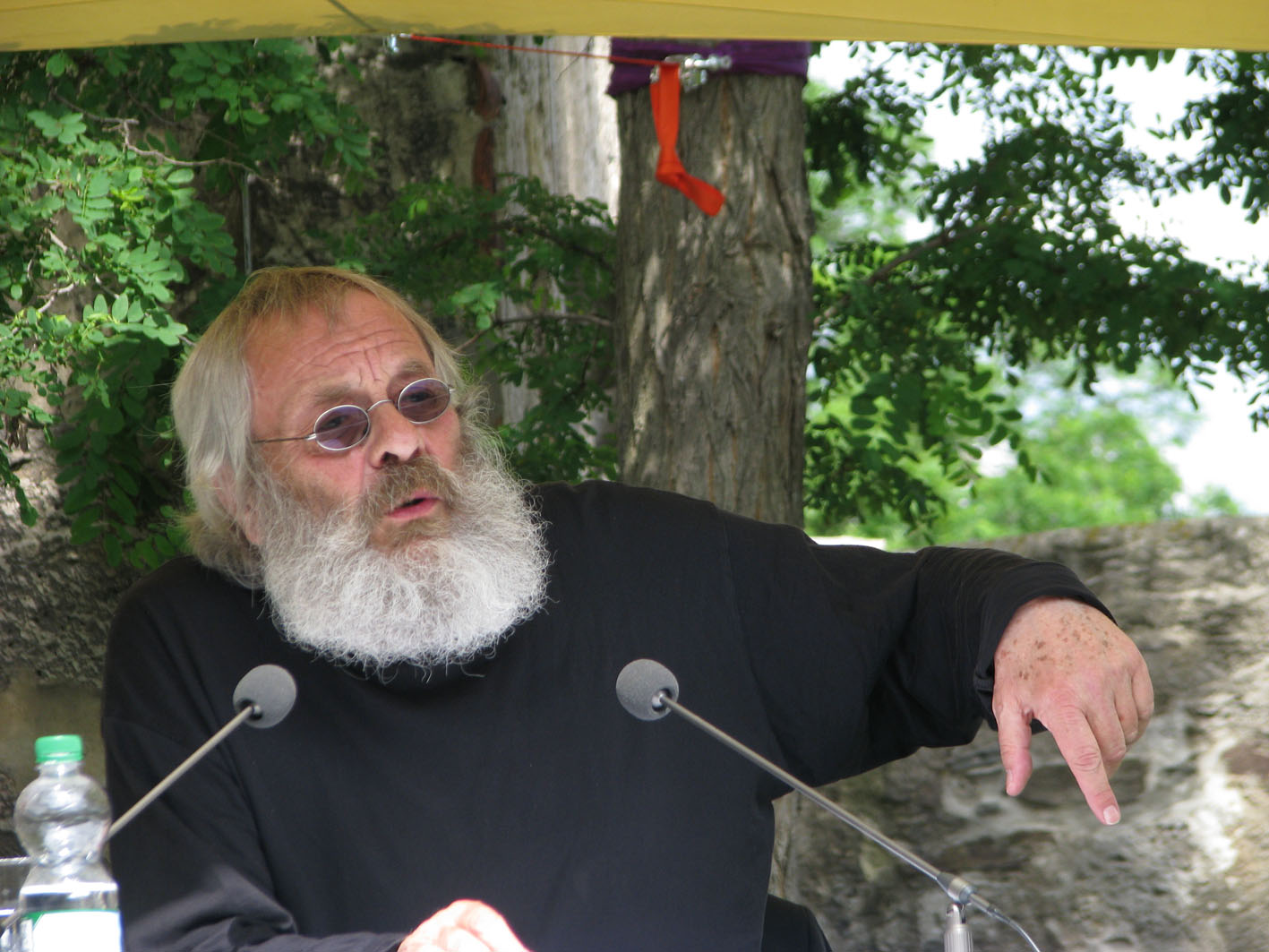
Harry Rowohlt liest auf Burg Ranis

- 1998: In seinem ersten Jahr hieß das Festival noch „Raniser Autorentage“ und fand ausschließlich auf Burg Ranis statt. Zu den teilnehmenden Autoren zählten u. a. Peter Maiwald, Paul Maar, Andreas Steinhöfel, Barbara Krohn, Wolfgang Leonhardt, Sandra Kellein, Ines Eck, Kathrin Aehnlich.
- 1999: Erstmals fanden Veranstaltungen auch außerhalb von Ranis statt, darunter zahlreiche Lesungen in Schulen. Zum Programm gehörten u. a. Volker Braun, Egon Bahr, Gisela Kraft, Harald Gerlach, Thomas Rosenlöcher, Hans Joachim Schädlich, Andreas von Rothenbarth, Annerose Kirchner und das KIECK-Theater.
- 2000: Dagmar Schipanski, seinerzeit Ministerin für Wissenschaft, Forschung und Kunst, übernahm erstmals die Schirmherrschaft über das Festival. Es lasen u. a. Kemal Kurt, Uwe Kolbe, Uljana Wolf, Jochen Senf, Harry Rowohlt, Peter Rühberg, Kerstin Hensel, Thomas Brussig, Heiner Geißler.
- 2001: Zu den Künstlern in diesem Jahr zählten u. a. Norbert Blüm, Emine Sevgi Özdamar, Erich Loest, Hans-Eckardt Wenzel, Ingo Schulze, Barbara Thalheim, Gunter Böhnke, Wolfgang Held, Tanja Dückers, Jens-Fietje Dwars, Bärbel Klässner und Radjo Monk.
- 2002: Als weitere Zentren des Festivals spielen in diesem Jahr die Städte Meiningen und Suhl eine große Rolle. Zu sehen waren u. a. Frank Schäfer, Feridun Zaimoglu, Josef Haslinger, Wulf Kirsten, Frank Beyer, Christoph Dieckmann, Jusuf Naoum, Hellmuth Karasek, Sonja Ruf und Bernd Zeller.
- 2003: Die Städte Gera, Greiz und Altenburg waren in diesem Jahr ebenfalls mit einem mehrtägigen Programm vertreten. Zu den Künstlern zählen u. a. Ines Geipel, Wladimir Kaminer, Jakob Hein, Bernd-Lutz Lange, Serdar Somuncu, John von Düffel, Thea Dorn, Geert Müller-Gerbes, Cornelia Schmalz-Jacobsen, Steffen Mensching, Friedrich Schorlemmer, Lutz Rathenow.
- 2004: Es fanden Veranstaltungen statt u. a. mit Sten Nadolny, Annekathrin Bürger, Daniela Danz, Manfred Bofinger, Wolfgang Haak, Helmut Sachse, Jan Volker Röhnert, Frank Viehweg, Frank Quilitzsch.
- 2005: Unter den Künstlern befanden sich u. a. Christoph Hein, Felix Huby, Bettina Wegner, Bas Böttcher, Rainer Schulze, Wolfgang Schaller, Antje Babendererde.
- 2006: Das Festival stand in diesem Jahr unter dem Motto „… zu Gast in Ranis – offene Türen für Literatur“. Die Veranstaltungen in Ranis fanden in diesem Jahr nicht nur auf der Burg statt, sondern an zahlreichen Orten in der ganzen Stadt: in Restaurants, Galerien, im Kinderheim und auch in Privatwohnungen. Zum Programm gehörten u. a. Ulla Meinecke, Doppel-U, Kathrin Groß-Striffler, Olaf Preuß, Erhard Eppler, Zirkus Tasifan.

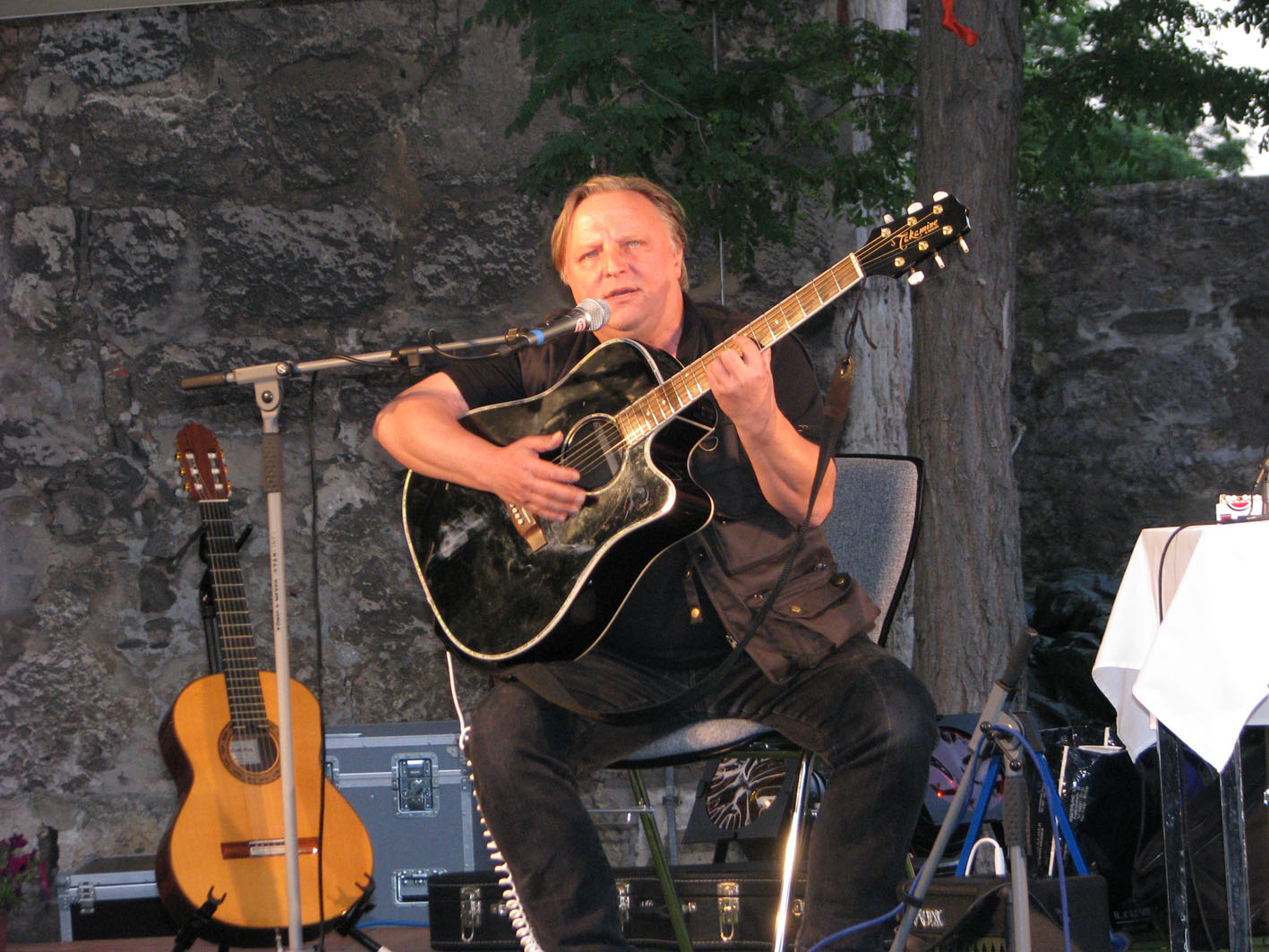
Axel Prahl auf Burg Ranis

- 2007: MDR Figaro sendete in diesem Jahr erstmals live von Burg Ranis. Seitdem gehört das Lese-Café mit Michael Hametner zum festen Programm der Thüringer Literatur- und Autorentage. Daneben beinhaltete das Programm Veranstaltungen mit u. a. Peter „Cäsar“ Gläser, Angelika Mann, Frank Golischewski, Alexander Osang, Werner Söllner, Wolfgang Schorlau.
- 2008: Nach mehrjährigen Renovierungsarbeiten wurde in diesem Jahr der Südflügel der Burg wiedereröffnet und bot neue Veranstaltungsräume. Außerdem fand erstmals ein Poetry Slam im Gasthaus „Zur Schmiede“ statt, der inzwischen ebenfalls Tradition geworden ist. Weitere Künstler: Katja Lange-Müller, Friedrich Schorlemmer, Winfried Glatzeder, Friederike Kenneweg, Veronika Fischer.
- 2009: Zu den Höhepunkten des Festivals in diesem Jahr gehörten Max Goldt, Juli Zeh, Gunther Emmerlich, Uwe Tellkamp, Claudia Rusch, Ewa Rataj, Martin Stiebert, Fritz Pleitgen.
- 2010: Erstmals lasen in diesem Jahr die Preisträger des MDR-Literaturpreises auf Burg Ranis. Außerdem gab es Veranstaltungen u. a. mit Monika Maron, Sibylle Lewitscharoff, Kristof Magnusson, Clemens Meyer, Lutz Seiler, Sachiko Mushiaki.
- 2011: Auszug aus dem Programm: Nancy Hünger, Lothar de Maizière, Harald Martenstein, Peter Ensikat, Dieter Moor, Birgit Vanderbeke, Thekla Carola Wied, Manuel Munzlinger.

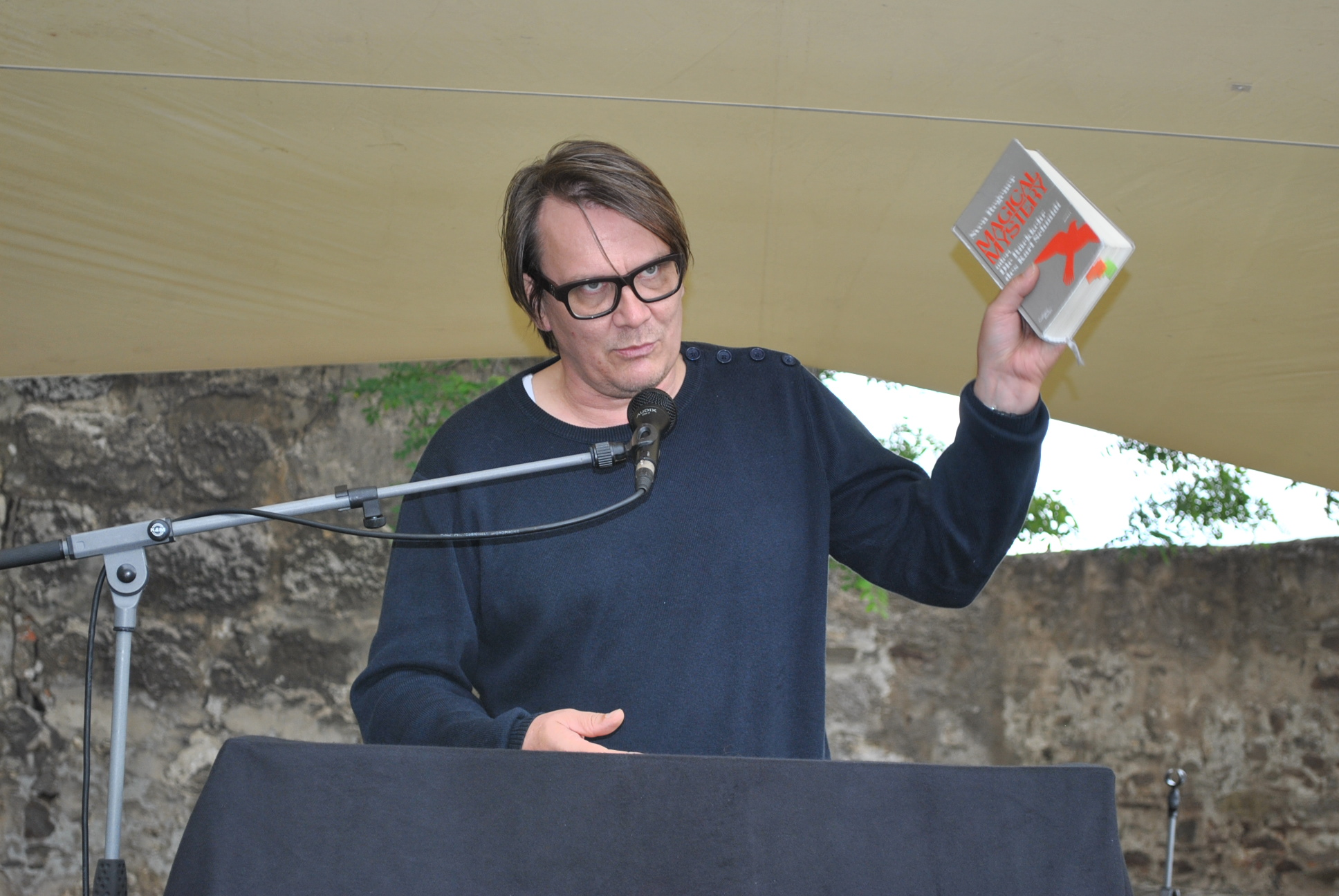
Sven Regener auf Burg Ranis 2014

- 2012: Im 15. Jahr der Thüringer Literatur- und Autorentage bestand das Programm u. a. aus Veranstaltungen mit Axel Prahl, Iris Berben, Thomas Thieme, Ulrike Almut Sandig, Ijoma Mangold, Artur Becker, Sigrid Damm, Selim Özdogan, Benjamin Lebert, Ulla Lachauer, Christine Hansmann, André Schinkel.
- 2013: Uwe Kolbe wurde in diesem Jahr zum ersten writer in residence auf Burg Ranis. Im Rahmen des Programms "Raniser Wortwelten" stellte er sein Werk in mehreren Veranstaltungen vor, darunter eine Lesung, ein Gespräch mit Studenten der Friedrich-Schiller-Universität Jena und ein Workshop für Nachwuchsautoren. Das Programm umfasste außerdem u. a. Alice Schwarzer, Martin Walker, Eckhard Henscheid, Roger Willemsen, Nora Bossong, Tom Schulz, Mirko Bonné, Irina Liebmann.
- 2014: Zu den Höhepunkten zählten in diesem Jahr u. a. Sven Regener, Rufus Beck, August Schmölzer, Jutta Ditfurth, Chaim Noll, Thomas Kunst, Ulrike Draesner, Heinz Rudolf Kunze, Yoko Tawada, Ron Winkler, Axel Hacke. Writer in residence war in diesem Jahr Nora Gomringer.
- 2015: In diesem Jahr wurde das Festival in vielen Punkten weiter entwickelt. So bildete erstmals ein Thema den konzeptuellen Rahmen: "Entschleunigt Euch!". Unter diesem Motto fanden Lesungen und Konzerte statt mit u. a. Felix Meyer, Eugen Ruge, Ann Cotten, Thomas Rühmann, Marion Brasch, Frank Schulz, Christoph Peters, Thomas Kunst und Dominik Dombrowski. Daneben gab es Diskussionsrunden u. a. mit Hartmut Rosa, Wilhelm Schmid und Jörg Schindler. Außerdem öffneten sich die Thüringer Literaturtage für weitere Sparten wie das Hörspiel ("Die künstlichen Paradiese" von Charles Baudelaire), den Filmessay ("Frohes Schaffen. Ein Film zur Senkung der Arbeitsmoral") und der Kunstperformance ("Verarbeite, was Dich verarbeitet" von Tommy Neuwirth).
- 2016: Unter dem Titel "Nächster Halt: Fremde Welt" drehten sich die Thüringer Literatur- und Autorentage in diesem Jahr um die Begegnung mit dem Fremden. Die vielen Facetten dieses Themas diskutierten u. a. Boualem Sansal, José Oliver, Saša Stanišić, Katharina Thalbach, Jovan Nikolić, Hans-Eckardt Wenzel, Chaim Noll, Dennis Gastmann und Selim Özdogan. Erstmals war ein Live-Hörspiel Teil des Programms: eine Bearbeitung von Das Schloss von Franz Kafka. Außerdem gab es einen Auftritt der lyrisch-musikalischen Performance-Reihe "Lyrik ist Happening" mit Nora Gomringer, Anne Munka, Maud Vanhauwaert und Demian Kappenstein.
- 2017: Das 20. Jubiläum der Thüringer Literatur- und Autorentage stand unter dem Thema "Die Macht der Worte". Zu Gast waren u. a. Andrea Sawatzki, Sina Trinkwalder, Denis Scheck, Thea Dorn, Ulf Stolterfoht, Kinga Tóth, Mo Asumang, Bruno Preisendörfer, Feridun Zaimoglu, Rainer Biesinger. Das Live-Hörspiel "Don´t kill it, Carroll!" von Nils Lauterbach und Söhnke Sofar beschäftigte sich mit Alice im Wunderland. Die Veranstaltung "Verblendet" stellte die unheilvolle Macht der Worte mit Beiträgen u. a. zum Hexenhammer in den Mittelpunkt.
- 2018: Unter dem Thema "Gewissheit: neu gedacht" diskutierten zur Eröffnung des Festivals Harald Welzer und Ingo Schulze. Mit "Lyrik im Tanz" wurde ein neues Veranstaltungsformat etabliert, in dem Gedichte auf Bewegung treffen. Zum Festivalprogramm gehörten u. a. Michael Stavarič, Ralf Rothmann, Franzobel, Kerstin Hensel, Wolfgang Hohlbein, Nancy Hünger, Mario Osterland, Anja Kampmann, Marion Poschmann und Benno Fürmann.
- 2019: Das Wochenende auf Burg Ranis wurde von Terézia Mora, der aktuellen Trägerin des Georg-Büchner-Preises eröffnet. Corinna Harfouch präsentierte ein literarisch-musikalisches Programm über Wolfgang Hilbig. Nora Gomringer trat gemeinsam mit Philip Scholz auf. Es lasen u. a. Feridun Zaimoglu, Lucy Fricke, Markus Heitz, Ulrich Koch, Dagmara Kraus, Steffen Mensching, Julia Trompeter und Fabian Kahl. Außerdem war eine Ausstellung mit Autorenportraits des Fotografen Dirk Skiba zu sehen.
- 2020: Das Festival wurde in Thüringer Literaturtage umbenannt und fand wegen der COVID-19-Pandemie online statt. Auf der Festivalwebsite wurde eine Sammlung von Videos, Animationen, Hörspielen und Texten präsentiert. Zu den Mitwirkenden gehörten u. a. Lutz Seiler, Clemens Meyer, Katrin Schumacher, Mehrdad Zaeri, Hartmut Rosa, Maria Cecilia Barbetta und Jan Skudlarek. Thematisch setzte sich das Festival unter dem Titel „Vorübergehend: unverfügbar“ mit der Frage auseinandersetzen, ob unser Alltag nur funktioniert, wenn die Welt uns zu Diensten steht? Oder ob aus Kontrollverlust und Unverfügbarkeit, neben aller Beschwernis, auch eine Besinnung auf das Wesentliche wachsen kann? Seit diesem Jahr wurde der Name des Festivals auf "Thüringer Literaturtage" verkürzt.

## Stimmen
„Wer auf Burg Ranis lesen darf, hat den Ritterschlag der Literatur erhalten.“

„Wir glauben, diese Literaturtage auf der Burg sind beispielgebend. Denn hier haben sich Unternehmen, das Thüringer Kultusministerium, die Stiftung Thüringer Schlösser und Gärten, die Stadt Ranis und der Lese-Zeichen e.V. zusammen gefunden und vor allem zusammen gearbeitet.“